# Sandy Paillot
Sandy Paillot (Lione, 27 febbraio 1987) è un ex calciatore francese, di ruolo difensore.

## Carriera
Nel 2009 il Grenoble ha riscattato Paillot a titolo definitivo dal Lione. Il difensore francese ha firmato un contratto di quattro anni con il suo nuovo club.